# Moskovskaja (metrostation Samara)
Moskovskaja (Russisch: Московская) is een station van de metro van Samara dat werd geopend op 27 december 2002. Het metrostation bevindt zich in het stadscentrum, aan het begin van de Moskovkoje Sjosse (Moskouseweg), waarnaar het genoemd is. De bouw van het station duurde meer dan 10 jaar en de opening werd steeds uitgesteld.
Het station is ondiep gelegen en beschikt over een perronhal met zuilengalerijen. De wanden langs de sporen zijn bekleed met lichtgrijs marmer, de vloer is geplaveid met tegels van donkergrijs gepolijst graniet. De verlichting is aangebracht in versierde nissen in het dak. Het eilandperron is aan een van de uiteinden door middel van roltrappen verbonden met de stationshal.
Hoewel het station over twee sporen beschikt was hiervan tot de opening van de verlenging naar Rossiejskaja in december 2007 slechts één in gebruik, omdat er geen keerwissels aanwezig zijn. Tussen Gagarinskaja en Moskovskaja werd daarom een pendeldienst onderhouden. Sinds de opening van station Rossiejskaja, waar wel een volwaardige keermogelijkheid bestaat, wordt een normale doorgaande dienst uitgevoerd.
Moskovskaja is ontworpen als overstapstation tussen de huidige en de geplande tweede metrolijn. In het midden van de perronhal is reeds een trap aanwezig die naar het station Karl Marx aan de nieuwe lijn zal leiden.